# Радмановац, Никола
Нико́ла Радмано́вац (серб. Никола Радмановац; род. 30 января 1997, Крушевац) — сербский футболист, защитник клуба «Циндао Хайню».

## Клубная карьера
Родился в Крушеваце. Летом 2015 года подписал контракт с клубом «Напредак», воспитанником которого является. Дебютировал за основную команду 4 мая 2016 года, в матче 25-го тура Первой лиги против «Колубары», заменив Богдана Сичкарука на 71-й минуте. Летом 2016 года перешёл в клуб «Трстеник ППТ» на правах аренды, которая была прервана через 6 месяцев. Вторую половину сезона 2016/17 провёл в клубе «Бродарац 1947». Летом 2017 отправился в аренду в «Бежанию». 5 февраля 2018 отправился в очередную аренду, в клуб «Траял». 1 июля 2018 года перешёл в «Траял» на постоянной основе, в качестве свободного агента.  4 июля 2020 года перешёл в «Радник». 
20 июня 2022 года перешёл в калининградскую «Балтику». Дебютировал за новую команду 17 июля в гостевой игре против «Велеса» (1:2). 19 ноября, в домашней игре против «Шинника» (1:0), забил первый гол за калининградский клуб. По итогам сезона 2022/23 «Балтика» заняла второе место в Первой лиге и вышла в РПЛ. Радмановац принял участие в 33 матчах и забил 1 мяч.

## Достижения
«Напредак»
- Победитель Первой лиги Сербии: 2015/16.

«Балтика»
- Серебряный призёр Первой лиги: 2022/23.
- Финалист Кубка России: 2023/24.